# Поволжский государственный колледж
Поволжский государственный колледж — российское образовательное учреждение среднего профессионального образования. Полное наименование — государственное бюджетное профессиональное образовательное учреждение Самарской области «Поволжский государственный колледж» (ГБПОУ «ПГК»).

Колледж является крупнейшим образовательным учреждением СПО Самарской области..По данным на 18 марта 2023, в колледже обучалось 4328 студентов.

## История
Постановлением Совета народных комиссаров от 7 июля 1943 года в г. Куйбышеве открыт Индустриальный техникум (КИТ) по подготовке мастеров производственного обучения по специальностям:
- Ремонт промышленного оборудования
- Холодная обработка металлов
- Ремонт и эксплуатация электрооборудования предприятий

Впоследствии добавились другие специальности. Колледж был объединён с другими средне-специальными образовательными учреждениями.

### Смена названий
1943 год — Куйбышевский индустриальный техникум (КИТ) 

1965 год — Куйбышевский индустриально-педагогический техникум (КИПТ) 

1990 год — Куйбышевский индустриально-педагогический колледж (КИПК) 

1991 год — Самарский индустриально-педагогический колледж (СИПК) 

1997 год — Самарский государственный профессионально-педагогический колледж (СГППК)

2007 год — Самарский профессионально-педагогический колледж (СППК)

2009 год — Поволжский государственный колледж (ПГК)

## Руководство
15 сентября 1943 г. первым директором Куйбышевского индустриального техникума был назначен Семён Григорьевич Теус,

1945—1947 гг. директором техникума был Иван Петрович Адамчик,

1948—1952 гг. индустриальный техникум возглавлял Виктор Николаевич Назаров,

1952—1965 гг. директором техникума был Владимир Васильевич Храмов,

1965—1988 гг. директором Куйбышевского индустриально-педагогического техникума являлся заслуженный учитель школы РСФСР Александр Степанович Черепашков, 

1988—2006 гг. Самарским государственным профессионально-педагогическим техникумом руководил доктор педагогических наук, заслуженный учитель РФ Евгений Леонидович Осоргин,

2006—2019 гг директором колледжа был доктор педагогических наук Владимир Анатольевич Гусев,

2019—2020 гг директором колледжа являлся кандидат педагогических наук Владимир Александрович Зацепин. 

2020—2021 гг ИО директора была кандидат педагогических наук, заслуженный учитель РФ Садыкова Елена Михайловна 

2021—2022 гг ИО директора была Клубкова Наталья Викторовна 

С 29.08.2022 директором назначена заслуженный учитель РФ, кандидат педагогических наук Смагина Ольга Александровна

## Деятельность
Поволжский государственный колледж проводит обучение студентов на базе 9 и 11 классов, по различным специальностям.
Колледж ведёт подготовку специалистов по различным направлениям: механико-технологическое, автомобильное, художественное, юридическое, информационных технологий, бизнеса и сервиса. В колледже шесть корпусов (четыре из них учебные); учебно-производственные мастерские оснащённые станками американской фирмы HASS, а также станками немецко-японской компании DMG MORI; два общежития; три библиотеки с читальными залами; информационный центр; центр психологической поддержки; спортивные залы; молодёжный центр, вокальные, танцевальные кружки, студенческий театр, студенческое кафе, учебные фирмы, профессиональные клубы, медицинский центр, музей.

Для прохождения производственной практики и трудоустройства выпускников колледж заключает договоры с различными предприятиями и организациями. Основными социальными партнёрами являются организации Самары и Самарской области.
Специальности:
- 09.02.06 «Сетевое и системное администрирование»
- 09.02.07 «Информационные системы и программирование»
- 11.02.16 «Монтаж, техническое обслуживание и ремонт электронных приборов и устройств»
- 13.02.13 «Эксплуатация и обслуживание электрического и электромеханического оборудования»-->
- 15.01.32 «Оператор станков с программным управлением»
- 15.01.33 «Токарь на станках с числовым программным управлением»
- 15.01.34 «Фрезеровщик на станках с числовым программным управлением»
- 15.01.38 «Оператор-наладчик металлообрабатывающих станков»
- 15.02.08 «Технология машиностроения»
- 15.02.12 «Монтаж, техническое обслуживание и ремонт промышленного оборудования (по отраслям)»
- 15.02.14 «Оснащение средствами автоматизации технологических процессов и производств (по отраслям)»
- 15.02.15 «Технология металлообрабатывающего производства»
- 15.02.16 «Технология машиностроения»
- 15.02.17 «Монтаж, техническое обслуживание, эксплуатация и ремонт промышленного оборудования (по отраслям)»
- 15.02.19 «Сварочное производство»
- 22.02.06 «Сварочное производство»
- 23.02.07 «Техническое обслуживание и ремонт двигателей, систем и агрегатов автомобилей»
- 25.02.08 «Эксплуатация беспилотных авиационных систем»
- 38.02.01 «Экономика и бухгалтерский учет»
- 38.02.06 «Финансы»
- 40.02.01 «Право и организация социального обеспечения»
- 40.02.02 «Правоохранительная деятельность»
- 40.02.03 «Право и судебное администрирование»
- 40.02.04 «Юриспруденция»
- 43.02.10 «Туризм»
- 43.02.14 «Гостиничное дело»
- 43.02.16 «Туризм и гостеприимство»
- 44.02.06 «Профессиональное обучение (по отраслям)»
- 54.02.01 «Дизайн (по отраслям)»
- 54.02.02 «Декоративно-прикладное искусство и народные промыслы»

### Показатели деятельности
- Удостоверение о соответствии требованиям качества ГОСТ Р ИСО 9001-2001
- государственная премия «Лидер в образовании — 2003»
- премия Золотые Крылья успеха 2007 в номинации Учреждение профессионального образования
- премия Открытый диалог 2008. Региональный конкурс общественного признания в сфере образования
- Поволжская премия в области качества 2008 года
- премия Золотые Крылья успеха 2009 в номинации Учреждение довузовского профессионального образования
- премия Лидер 2010 от Союза работодателей Самарской области
- премия Директор-лидер по внедрению инновационных технологий, 2012 год
- 1 место в конкурсе Образовательное учреждение — центр инновационного поиска, 2014 год
- золотая медаль во Всероссийском конкурсе Школа здоровья 2014, 2014 год
- золотая медаль во Всероссийском конкурсе Управленческий ресурс, 2015 год
- Всероссийский конкурс Учитель! Перед именем твоим…, 2015 год
- ТОП-100 лучших образовательных организаций РФ движения Молодые профессионалы (WorldSkills Russia) 2017 год

## Публикации о колледже
- Профессионально-техническое образование в СССР. «Высшая школа», 1970, с. 148.
- Оськин Б. Курс на мастерство // Волжская заря. — 1978. — 27 апреля.
- Выставка научно-технического творчества молодёжи // Волжская заря. — 1979. — 22 сентября.
- Самара-Куйбышев: хроника событий, 1586—1986. Куйбышевское книжное изд-во, 1985 — с. 187.
- Хідекелi А. В. Живуть традицii професіоналізму//ВЕСТНИК Академии наук Украины. — 1992. — № 1. — С. 79-85.
- Нам полвека. От техникума до колледжа/ ред. Е. Л. Осоргин.- Самара: Самарский дом печати, 1993.
- Методическая работа в средней профессиональной школе: теория, исследования, практика : монография [Гриф УМО] / Ю. А. Кустов, Е. Л. Осоргин, В. А. Гусев, [б. и.], 2001. — 406 с. — Библиогр.: с. 357—391. — ISBN 5-7532-0108-2 (ошибоч.) (в пер.)
- Энциклопедический словарь биографий современников «Вся Россия — XXI век». — Самара : Поволж.ред.-изд. Центр Союза писателей России, 2002-. — 30 см.
- Осоргин Е. Л. Самарский государственный профессионально-педагогический колледж (в новый век — с новыми образовательными технологиями)// Специалист. — 2004. — № 1. — С. 2-3. — ISSN 0869-5210
- Казакова О. СГППК: уникальное профессиональное образование // Самарские известия. — 2004. — 02 октября.
- Анисимов И. День защитника Отечества в Самаре//Самарский молодёжный вестник. — 2005. — № 1 (109). — с.6. РН С 1062 Поволжское региональное управление Комитета РФ по печати.
- Провинция — Душа России/Гл. ред. А. А. Рыбин. — Самара: Издательский мир, 2006. — 352 с. ISBN 5-89850-054-5, стр. 202 «Кадры решают все»
- Романов Р. Учимся управлять// Молодёжка. — 2006. — № 4 (4). — с. 2. Тематическая вкладка в газету «Волжская коммуна»
- Анисимов М. Колледж держит марку // Вечерняя Самара. — 2008. — № 10 (10785). РН С 0025
- Провинция — Душа России. Книга третья. / гл. ред. С. М. Белохвостиков. — Самара : Издательский мир, 2009. — 260 с. — ISBN 978-5-903928-04-0, стр. 135 «Дело всей жизни»
- Мусыченко М. Приятный сюрприз //Самарское обозрение. — 2009. — № 3 (808). — с. 28. Свидетельство о регистрации ПИ №ФС7-3470 от 23.12.2005 г.
- В. Гусев, И. Мордовина. Жизнь для будущей России// Образование. Самарский регион. — 28.11.2012 г. — № 9 (290). — с. 7. Регистрационный номер издания ПИ №ФС7-4637
- Р. Бочарова. Путь от солдата к генералу// Образование. Самарский регион. — 28.12.2012 г. — № 10 (291). — с. 7. Регистрационный номер издания ПИ №ФС7-4637
- Литература по педагогическим наукам и народному образованию: библиографический указатель, Части 3-4. Государственная библиотека по народному образованию им. К. Д. Ушинского (Академия педагогических наук РСФСР), Государственная научная библиотека по народному образованию имени К. Д. Ушинского (Академия педагогических наук СССР), Государственная научная педагогическая библиотека имени К. Д. Ушинского, с.142.
- Собрание законодательства Российской Федерации, Выпуски 44-47, Руссия (Федератион), Администрация Президента Российской Федерации, с. 13244.
- Советская педагогика. Академия педагогических наук РСФСР., с. 84
- Ирина Мордовина. Традиции и партнерство// Образование. Самарский регион. — 30.09.2013 г. — № 7 (298). — с. 8. Регистрационный номер издания ПИ №ФС7-4637
- Елена Пенина. Профессиональные кадры - сильная страна!// "Областной журнал "Самара и Губерния" 12+ №3 2022 (1.11.2022). — с. 40-41.
- Татьяна Плотникова. Печи, скобы, письма, концерты: в Самаре открылась выставка "СПО для СВО"// сетевое издание «Информационный портал «Волга Ньюс». 16+ 09.10.2024 09:56. — Свидетельство о регистрации СМИ: Эл № ФС77-59041 от 18 августа 2014 года, выдано Роскомнадзором.

## Телепередачи о колледже
- Документальный фильм о техникуме. ГТРК Самара, 1980 г. Архивная копия от 1 сентября 2016 на Wayback Machine
- О центре технического обучения HAAS. ГТРК Самара Архивная копия от 15 апреля 2016 на Wayback Machine
- День знаний 2012. Новости. ТРК Губерния Архивная копия от 23 апреля 2016 на Wayback Machine
- передача «Открытый урок», 19 декабря 2012 г. ТРК Губерния Архивная копия от 23 апреля 2016 на Wayback Machine
- Выставка «Образование — наука — бизнес». Открытый урок 04.12.2012. ТРК Губерния Архивная копия от 23 апреля 2016 на Wayback Machine
- передача «Я б в рабочие пошел». «Универсальный формат» — ток-шоу 18 июля 2013. телеканал Самара-ГИС Архивная копия от 23 апреля 2016 на Wayback Machine
- Универсальный формат ток-шоу 05.12.2014. телеканал Самара-ГИС Архивная копия от 19 февраля 2018 на Wayback Machine
- «СОБЫТИЯ специальный репортаж» 2016. телеканал Самара-ГИС Архивная копия от 15 апреля 2016 на Wayback Machine
- Телерепортаж о музее Поволжского государственного колледжа. Телеканал Самара-ГИС Архивная копия от 26 февраля 2020 на Wayback Machine
- Телерепортаж из музея ПГК о «Железной дивизии». Телеканал Самара-ГИС Архивная копия от 26 февраля 2020 на Wayback Machine
- Телерепортаж о ПГК и движении «WorldSkills». ГТРК Самара — 2018 Архивная копия от 26 февраля 2020 на Wayback Machine
- Телерепортаж о ПГК и движении «WorldSkills». ТРК Губерния — 2018 Архивная копия от 26 февраля 2020 на Wayback Machine
- Универсальный формат. Телеканал Самара-ГИС
- Профессионалитет. Телеканал Губерния — 2022 Архивная копия от 24 января 2022 на Wayback Machine
- "Он создавался для нужд фронта": свое 80-летие отмечает Поволжский государственный колледж. ГТРК Самара — 2023